# Конісі Анна
Конісі Анна (10 травня 1996) — японська плавчиня.
Учасниця Олімпійських Ігор 2020 року.
Переможниця літньої Універсіади 2017 року.